# Пожар в торговом центре «Пассаж»
Пожар в торговом центре «Пассаж» — крупный пожар, который произошёл 11 июля 2005 года в городе Ухта. В результате пожара погибли 25 человек, ещё 10 пострадали. 28 июня 2008 года коллегия из трех профессиональных судей Верховного суда РК оправдала предполагаемых поджигателей 18-летних Антона Коростылёва и Алексея Пулялина, а также вынесла в адрес Генпрокурора частное определение, из которого следовало, что в ходе расследования по делу был допущен ряд фальсификаций доказательств. 30 сентября 2008 года оправдательный приговор был отменен коллегией по уголовным делам Верховного суда России. 17 июня 2009 года Верховный суд РК вынес вынес диаметрально противоположное решение — обвинительный приговор в отношении Пулялина А. и Коростылева А. с назначением пожизненного лишения свободы. Сразу после этого были задержаны предполагаемые заказчики преступления: братья Махмудовы и Валентин Гаджиев. 14 октября 2014 года они были оправданы коллегией из 12 присяжных. Оправдательный приговор снова был отменен Верховным судом России, на новое заседание они не явились и были объявлены в розыск.

## Здание
Здание «Пассажа» в Ухте было построено в 1936 году. Оно представляло собой двухэтажный деревянный капитальный дом из бруса на бетонном фундаменте, в разное время в здании располагались различные ведомства. Со временем деревянный дом обнесли кирпичом и возвели кирпичную пристройку, он стал общежитием. До 1990-х годов в здании находилось ухтинское строительное управление, которым руководил Владимир Геворкян, потом здание было им приватизировано и стало принадлежать равными долями четверым предпринимателям. Бывшая строительная контора перепрофилировалась в торговый центр с названием «Пассаж». Владельцы здания сдавали его в аренду ООО «Северторг». Руководство последнего передало площади «Пассажа» в субаренду частным предпринимателям. По словам заведующего отделом предпринимательства, торговли и бытового обслуживания администрации Ухты Виктора Журавлева, договоры субаренды были заключены с 24 предпринимателями. Общая площадь торгового центра составляла 1100 квадратных метров.

## Ход событий
Пожар в «Пассаже» начался в понедельник, 11 июля 2005 года в 13:25. Загорелся проход справа под лестницей на второй этаж, затем пламя вытянуло ко входу и по лестнице вверх, что отрезало людям пути для спасения. Далее огонь охватил торговые помещения двухэтажного центра. Первые подразделения пожарных и бригады скорой помощи ехали к «Пассажу» достаточно долго потому же не совсем поверили в вызовы скорой помощи. В первой машине скорой не оказалось необходимых медикаментов. Первую помощь пострадавшим оказывали фармацевты, прибежавшие из ближайшей аптеки. В первые минуты несколько десятков человек были спасены благодаря ухтинцу Валентину Гаджиеву, который достал из багажника своего автомобиля трос и прикрепил его к решётке одного из окон. Как только удалось выдернуть первую решетку, из окна стали выпрыгивать люди. Таким образом, три решетки на первом этаже и одну на втором удалось вырвать до того, как порвался трос. Пожар был полностью потушен к вечеру. Всего в «Пассаже» погибли 25 человек, ещё 10 получили травмы и ожоги.

## Расследование и заявления о фальсификации дела
По горячим следам найти поджигателей не удалось. В сентябре того же года в Ухте были задержаны при краже сотовых телефонов 18-летние Антон Коростылёв и Алексей Пулялин, которые через год, уже в 2006 году, находясь в заключении, вдруг признались, что совершили поджог. По их словам, во время обеденного перерыва они бросили в здание подожженные пластиковые бутылки с горючей жидкостью, и огонь очень быстро распространился по помещению. В 2008 году в суде Коростылёв и Пулялин отказались от своих показаний, заявив, что они были получены путем давления и пыток. Первым о фальсификациях в уголовном деле заявил Григорий Чекалин (на то время зампрокурора Ухты). Он рассказал суду, что фигуранты-невиновны, а изобличающие Коростылёва и Пулялина показания получены органами следствия преступно и их истинная цель — привлечение к уголовной ответственности совсем других лиц, так называемых "заказчиков" (братьев Махмудовых). Во время следствия Махмудов Фахрудин (на то время крупный предприниматель и владелец завода "УхтаЖелезоБетон") обращался с заявлением к депутатам Государственной Думы с просьбой взять на контроль данное дело. По другой версии в 2006 году Махмудов был один из главных претендентов на строительство жилья по программе "Доступное жилье". К нему поступило предложение от высокопоставленного сотрудника силовых структур (действующего от имени на то время членов администрации Коми республики) о передаче части строительного бизнеса аффилированным лицам, в ином случае ему угрожали "вляпаться в "Пассаж". После отказа и появились признательные показания Коростылёва и Пулялина, которые менялись несколько раз в процессе появления алиби у Фахрудина Махмудова. Суд оправдал Коростылёва и Пулялина. В Генпрокуратуру было направлено частное определение о фальсификациях, допущенных во время следствия. Однако Верховный суд РФ отменил приговор. 19 июня 2009 года Верховный суд Коми на основании той же доказательной базы признал фигурантов дела виновными и приговорил их к пожизненному заключению в колонии строгого режима. Коростылёв и Пулялин были взяты под стражу, и уже в колонии снова признались, что поджечь здание их заставили путём угроз и вымогательства денег. Согласно материалам обвинения, они подрались в баре «Домино» с Давидом Махмудовым, племянником бизнесменов Фахрудина, Асрета и Магомеда Махмудовых. Последние вместе с их знакомым Валентином Гаджиевым (тем самым, который во время пожара вырывал решётки в окнах, спасая людей) использовали это как повод, чтобы потребовать с молодых людей 500 тысяч рублей. Узнав, что денег нет, они предложили вместо этого поджечь «Пассаж». Сразу после этого были задержаны Фахрудин и Асрет Махмудовы.
В 2011 году экс-майор МВД по Коми Михаил Евсеев и бывший зампрокурора Ухты Григорий Чекалин опубликовали в Youtube видеообращения к президенту Путину, в котором рассказали на примере дела о поджоге ухтинского «Пассажа», как фабрикуются уголовные дела. Впоследствии о фальсификациях так же заявляли экс-начальник УФСБ по Коми Николай Пиюков и экс-замминистра МВД по Коми Олег Грицишин. Позднее Евсеев был арестован по обвинению в разглашении сведений, относящихся к государственной тайне, а Чекалина осудили за дачу заведомо ложных показаний в суде по делу о поджоге «Пассажа».
В ходе процесса над "заказчиками" выступили как потерпевшие Пулялин и Коростылёв, которые заявили, что дали против подсудимых ложные показания из-за оказанного на них неоднократного давления. Адвокаты говорили о существовании у фигурантов дела алиби, а также о неустранимых противоречиях в данных обвинения. В итоге 15 октября 2013 года коллегия присяжных заседателей оправдала Гаджиева и братьев Махмудовых. Все трое фигурантов дела вышли на свободу, защитники Пулялина и Коростылёва заявили, что вынесенный вердикт даёт основания для пересмотра дел их клиентов. Сторона гособвинения, не согласная с оправдательным вердиктом, обжаловала приговор в Верховном суде РФ. Оправдание было отменено, но на новое рассмотрение дела ни один из обвиняемых не явился. Все трое были объявлены в розыск в 2014 году. В 2017 году МВД России пообещало за помощь в розыске Фахрудина Махмудова награду в миллион рублей.
Пулялин и Коростылёв в 2012 году подали в суд иски против гособвинителей, требуя с них деньги за оскорбления и вмешательство в частную жизнь. Однако суд эти иски отклонил.

## Память
В 2010 месте бывшего торгового центра "Пассаж" открыта часовня в память погибших во время пожара, а также стела с именами погибших. 